# Erie SeaWolves
I Erie SeaWolves (Italiano: Lupi Marini di Erie) sono una delle squadre professionistiche di baseball della Minor League Baseball (MiLB), con sede a Erie (Pennsylvania). Sono la Doppia-A affiliata ai Detroit Tigers.
La franchigia del Pensilvania gioca all'UPMC Park dal 1995.